# Georg Christoph Grooth
 Georg Christoph Grooth (Kleine Grooth) était un peintre portraitiste allemand du XVIIIe siècle qui s’installa à Saint-Pétersbourg.

## Biographie
Georg Grooth est né dans une famille de peintre à Stuttgart. Formé par son père Johann Christoph Grooth (1688–1764), il étudia à  Louisbourg et Dresde. Il travailla par la suite à Prague, puis Talinn avant de s’installer à Saint-Pétersbourg en 1741 au service des Romanovs et de l’impératrice  Élisabeth Ire. Il forma entre autres Ivan Argounov] (1729-1802). Son frère, Johann Friedrich Grooth, était aussi un peintre.

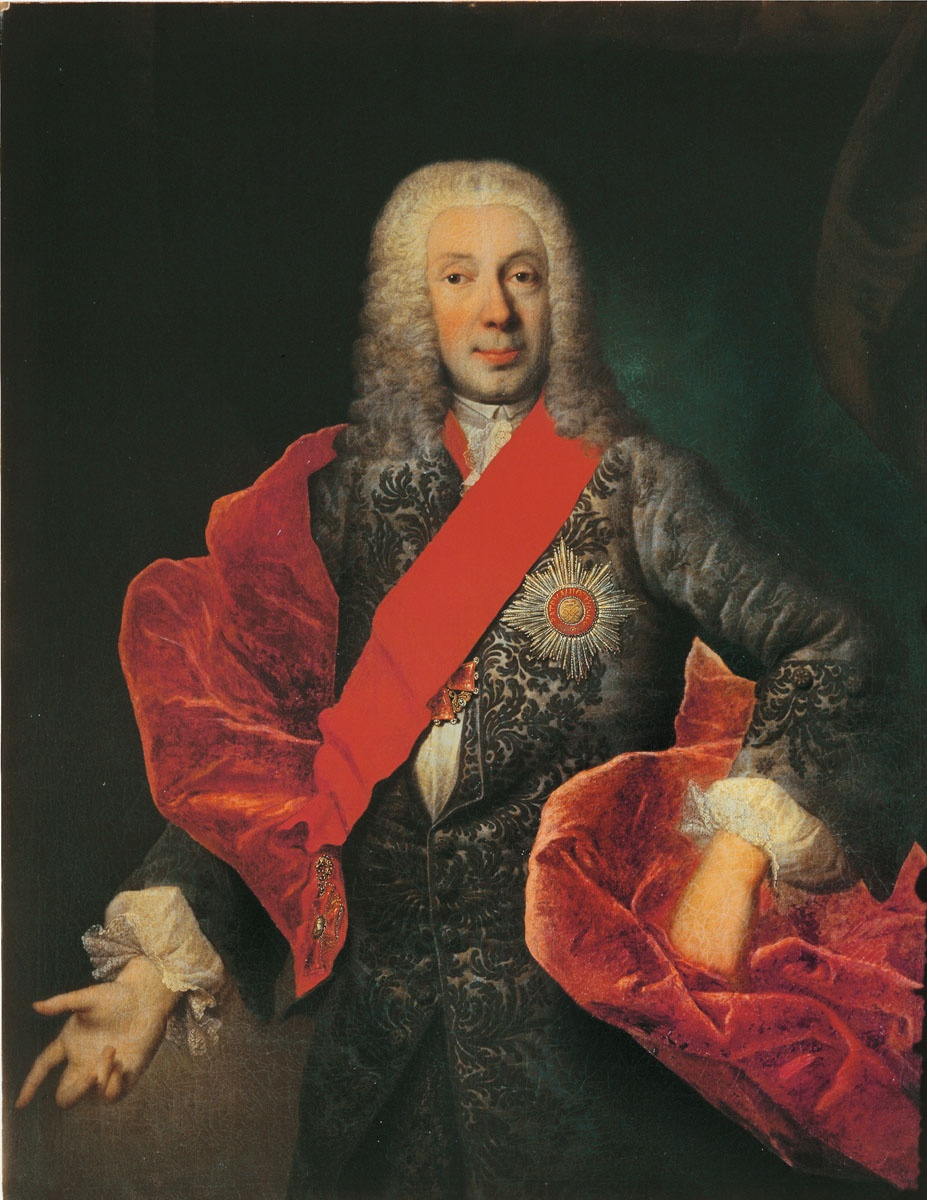
Portrait de Friedrich Wilhelm von Bergholz, 1742
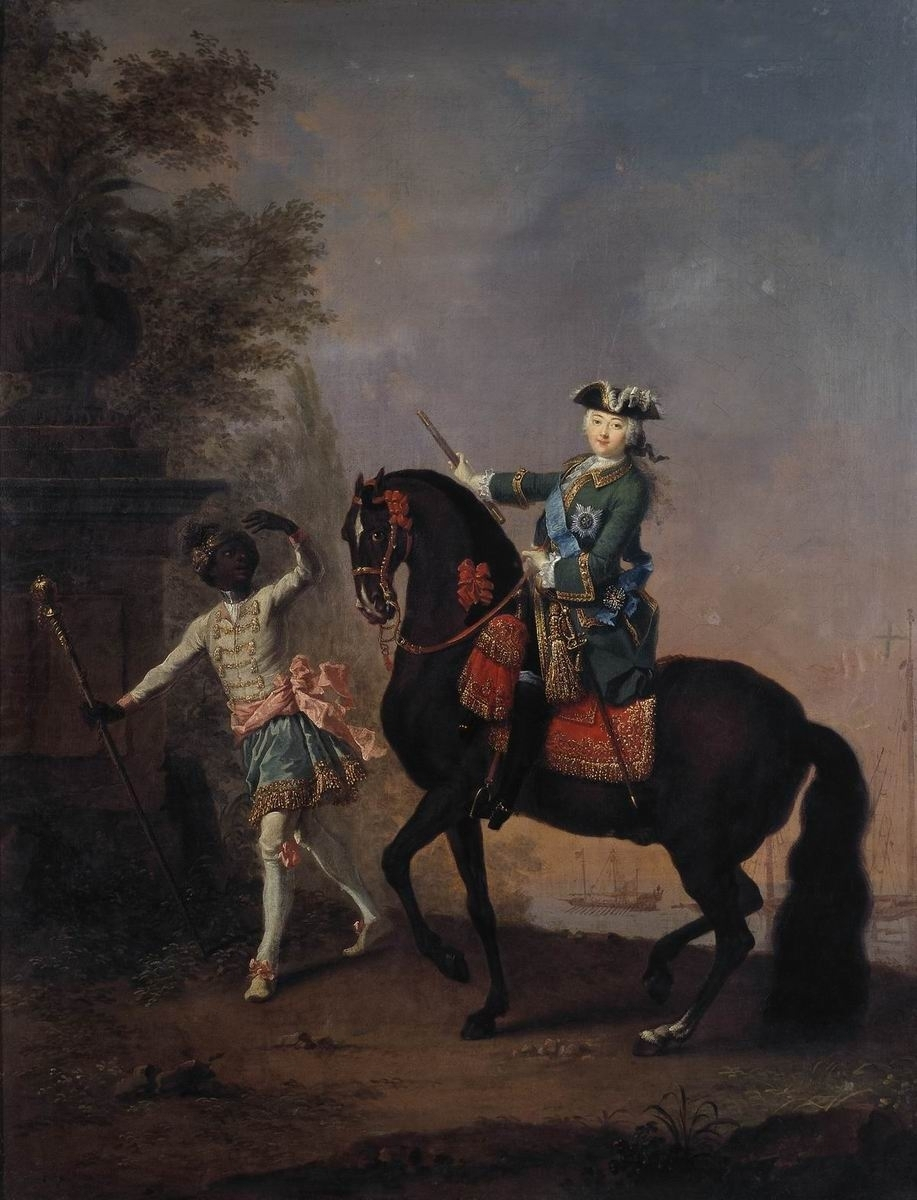
L'Impératrice Élisabeth de Russie à cheval avec un page, 1743 (Moscou, galerie Tretiakov)
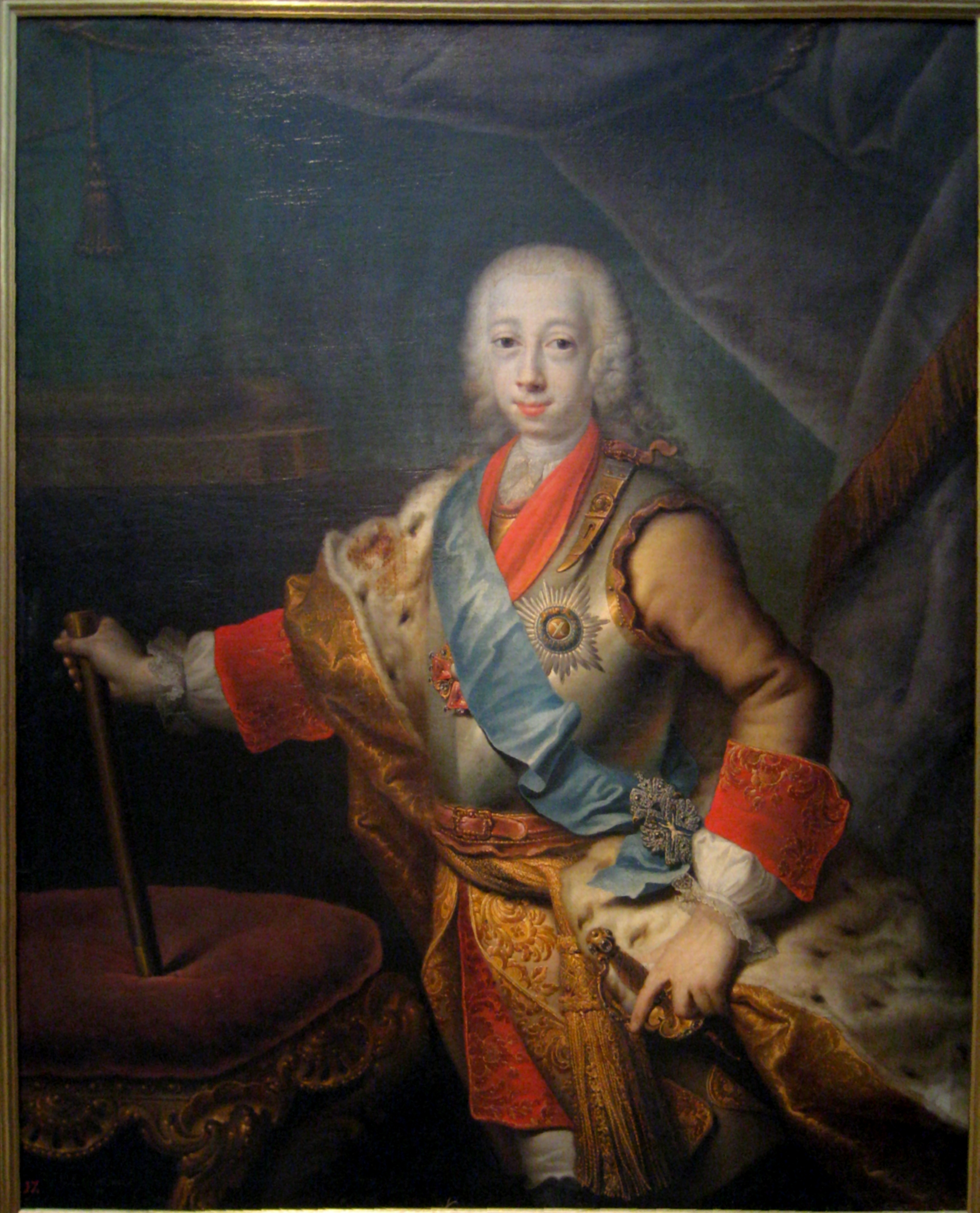
Portrait du grand duc Pierre Fedorovich de Russie, plus tard l'empereur Pierre III, 1743 (Moscou, galerie Tretiakov)
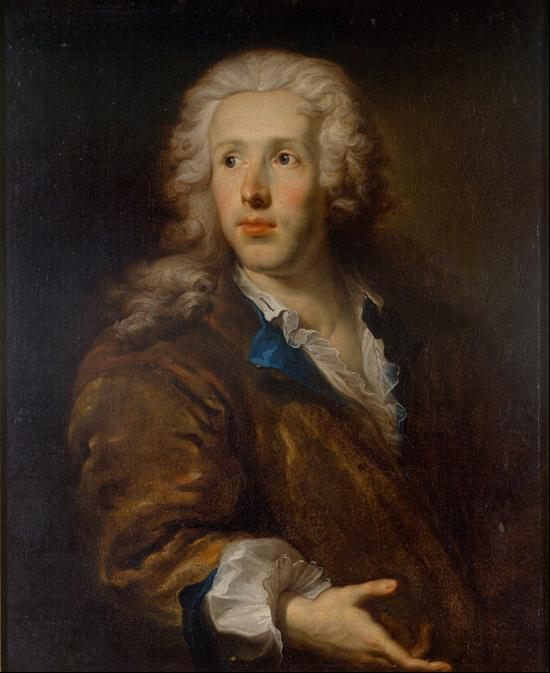
Portrait du peintre Jacob Wessel (de), 1744 (Stuttgart, Landesmuseum Württemberg)